# نوشابه رژیمی
نوشابه رژیمی، کوکاکولا لایت یا لایت تست کوکاکولا (در بنلوکس و آلمان) نوعی نوشابه ساخته‌شده با جایگزین‌های شکر است که توسط شرکت کوکاکولا ساخته و فروخته می‌شود.